# Wyprawa Bolesława Chrobrego na Ruś (1018)
Wyprawa Bolesława Chrobrego na Ruś (1018) (też: Wyprawa kijowska Bolesława Chrobrego) – wyprawa zbrojna rozpoczęta latem 1018, zakończona wraz z przybyciem księcia Bolesława I Chrobrego do Polski (tj. w ostatnich miesiącach tego roku). Interwencja miała na celu przede wszystkim osadzenie na tronie kijowskim zięcia Bolesława, Świętopełka I.

## Geneza

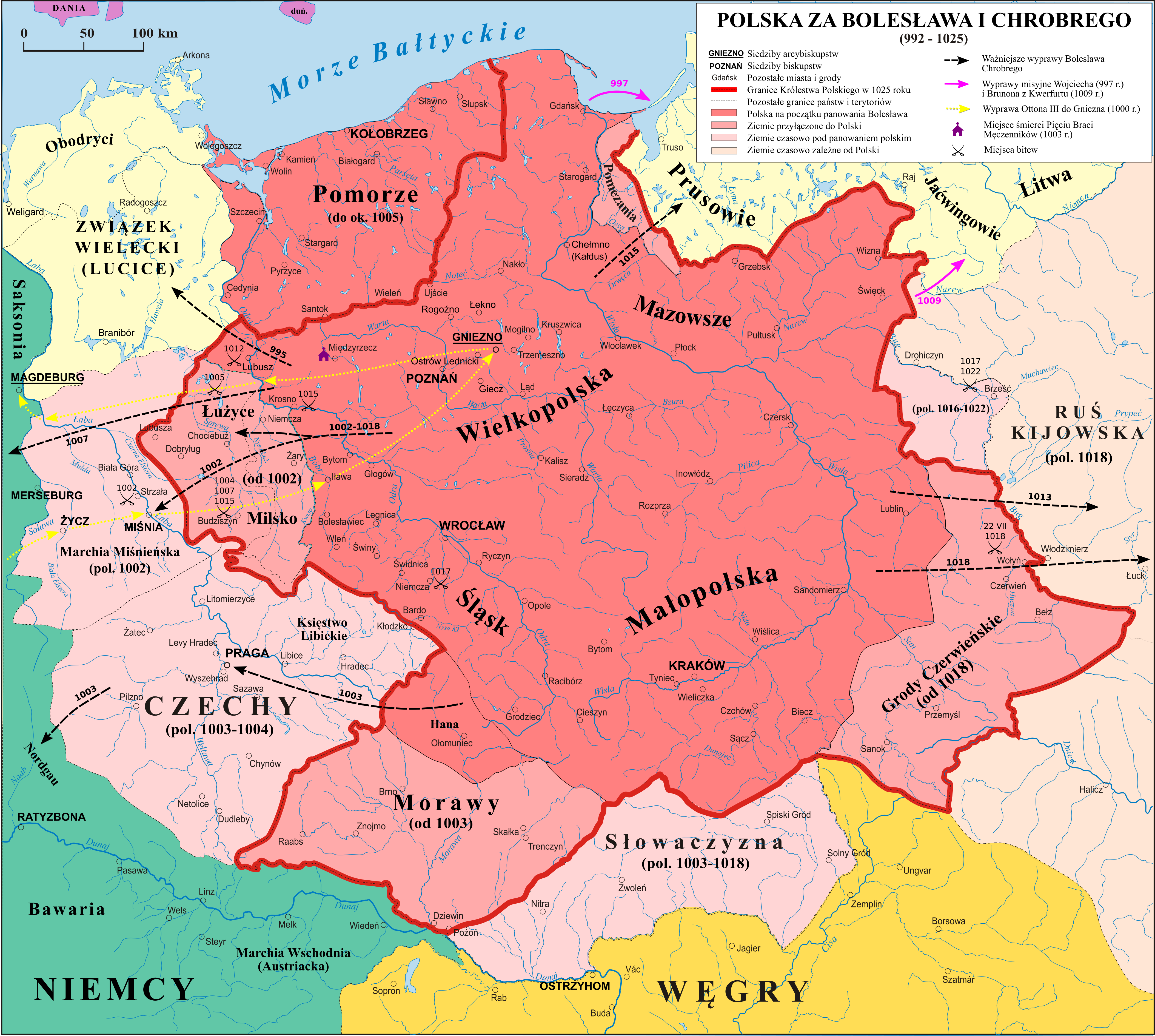
Polska za Bolesława Chrobrego i jego wyprawy

Bolesław w sprawie Świętopełka, władającego księstwem turowskim interweniował już w 1013 r. Wówczas, ojciec Świętopełka, Włodzimierz I Wielki, uwięził jego, a także jego żonę i biskupa kołobrzeskiego Reinberna. Powodem tego były zapewne niejasne kontakty tej pary książęcej (i towarzyszącego im, wysłanego na Ruś, biskupa) z Chrobrym.
Po zakończeniu wojny z Henrykiem II Bolesław postanowił odbudować swoje wpływy na Rusi i latem wyruszył na wschód. Ostateczny wynik tej wyprawy nie jest znany. Część badaczy przyjęła, że po sporze z Pieczyngami (wspierającymi księcia polskiego) Chrobry wycofał się, nie uwalniając uwięzionych (Świętopełk wydostał się z więzienia po śmierci Włodzimierza w 1015 r.; pewne jest, że Reinbern zmarł w niewoli, nieznana jest data tego wydarzenia), za to zdobywając prawdopodobnie duże łupy.
Po śmierci Włodzimierza Świętopełk nie zdobył tronu kijowskiego, gdyż został pokonany przez swojego młodszego brata, Jarosława I Mądrego. Świętopełk uciekł na dwór teścia, natomiast Jarosław sprzymierzył się z cesarzem rzymskim i zaczął prowadzić antypolską politykę (m.in. odrzucił propozycję Bolesława dotyczącą oddania księciu polskiemu ręki Przedsławy – siostry Jarosława). W związku z porozumieniami z Niemcami, Rusini uderzyli w 1017 na Brześć, jednak nie odnieśli sukcesu.
Po zakończeniu wojny z Niemcami, Bolesław zdecydował osadzić Świętopełka na tronie w Kijowie. Nie bez znaczenia była też kwestia utrzymania drużyny książęcej, która po latach wojen, nie miała już innego źródła zarobku niż wyprawa na Ruś.

## Przebieg

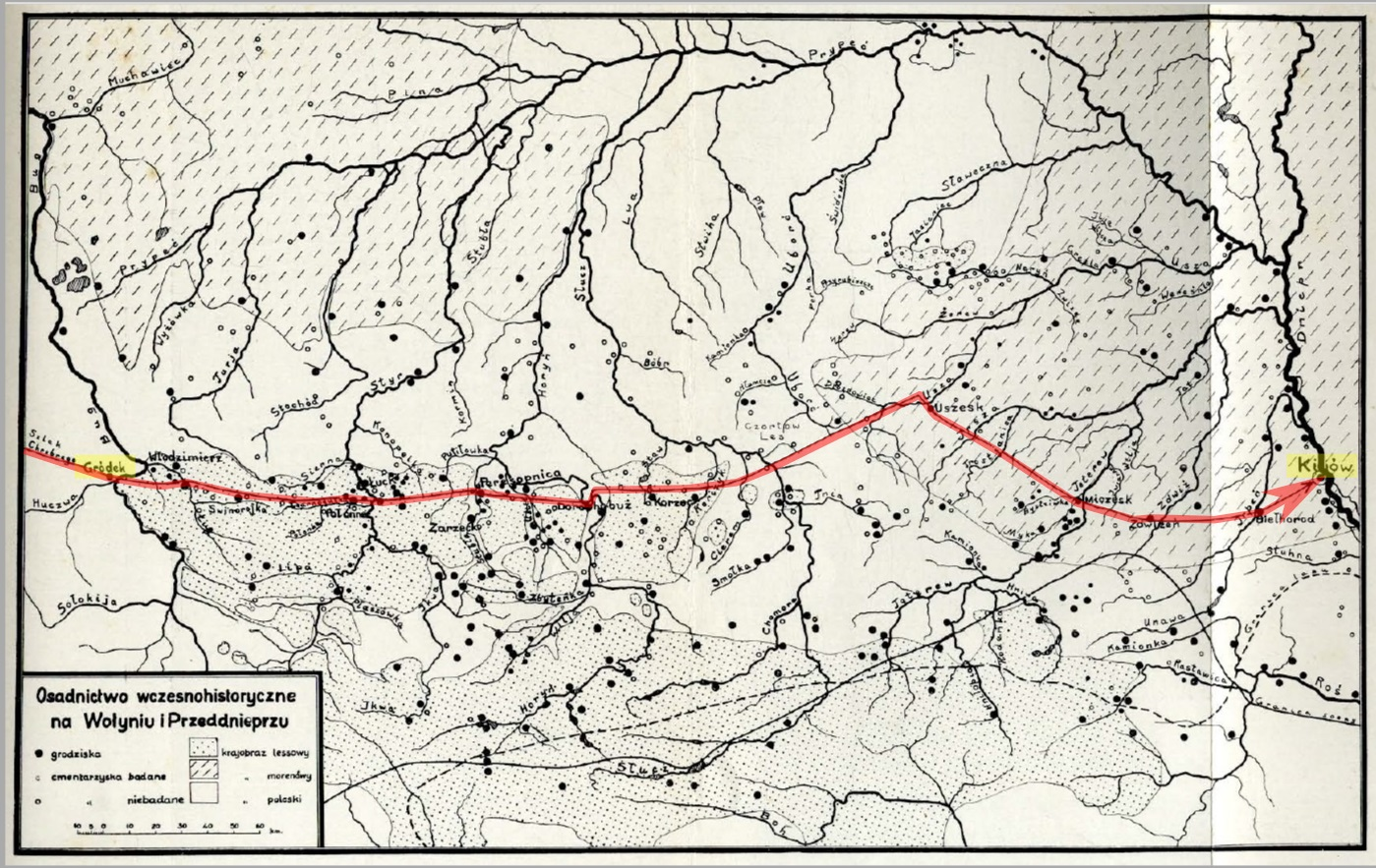
Robert Jakimowicz, Szlak wyprawy kijowskiej Bolesława Chrobrego w świetle archeologii, Rocznik Wołyński, tom III, Równe 1934.

Chrobrego wspomagało w tej wyprawie trzystu rycerzy niemieckich (postanowienia pokoju budziszyńskiego; Thietmar twierdził, że Bolesław podjął ją z inicjatywy Henryka II) pod wodzą grafa Zygfryda, syna Hodona, pół tysiąca węgierskich i tysiąc Pieczyngów atakujących Kijów od południa nad którymi komendę objął Świętopełk. Posiłki niemieckie uzyskał także Bolesław Chrobry w czasie wypraw na Ruś w 1013. Ogółem, siły polskie i sojuszników liczyły ok. kilku tysięcy. Podobne wojska zebrał Jarosław wspierany przez Waregów.
Do koncentracji oddziałów Bolesława doszło prawdopodobnie w połowie lipca. Po przekroczeniu granicy, jego wojska starły się 22 lipca z oddziałami Jarosława Mądrego pod Wołyniem i odniosły zdecydowane zwycięstwo. Po bitwie Jarosław spalił jeden z grodów Świętopełka (być może Turów lub Pińsk), a Bolesław (przez Połonne, Peresopnicę, Dorohobuż, Korzec, Uszesk, Milczesk, Biełgorod) 14 sierpnia przybył pod Kijów. Miasto już od pewnego czasu broniło się przed Pieczyngami, a na widok nadchodzącego Bolesława i Świętopełka otworzyło bramy przed księciem i jego teściem.
Wkraczających powitali mieszkańcy Kijowa, arcybiskup kijowski Jonasz i rodzina Jarosława Mądrego.

## Skutki
Z Kijowa książę polski rozesłał liczne poselstwa: do cesarza bizantyjskiego Bazylego Bułgarobójcy, cesarza Henryka II, a także do Jarosława Mądrego proponując mu oddanie rodziny w zamian za oddanie córki Chrobrego (żony Świętopełka).
Chrobry odprawił swoje posiłki, a później doszło do jego niejasnych konfliktów ze Świętopełkiem. Być może powodem tego były jakieś rokowania dyplomatyczne między Bolesławem a Jarosławem. Bolesław, po zdobyciu licznych łupów oraz ruszył w drogę powrotną w trakcie której ponownie przyłączył do Polski Grody Czerwieńskie (bez zgody Świętopełka). Trasa powrotu nie jest w gruncie rzeczy znana. Można się tylko domyślać, że wiodła przez Pohorynie, Mikulin i Trembowlę do Polski. W podobnym czasie miał też zdaniem Galla po raz kolejny rozbić oddziały Jarosława Mądrego.
W 1019 Świętopełk zginął w walce z Jarosławem, który powtórnie objął tron i dokonał na Polakach odwetu w 1031 odzyskując dla Rusi Grody Czerwieńskie.